# Popis supružnika napuljskih vladara
Ovaj članak sadrži popis supružnika napuljskih vladara.

## Anžuvinci (Capet)
- Beatricija Provansalska
- Margareta Burgundska, kraljica Sicilije
- Marija Arpadović
- Sanča Mallorcanska — supruga Roberta Mudrog
- Andrija, vojvoda Kalabrije
- Jakov IV., kralj Mallorce
- Oton

Andrija, Jakov i Oton bili su supruzi vladarice Ivane I.
- Margareta Dračka
- Konstancija Chiaramonte
- Marija de Lusignan, napuljska kraljica
- Marija d'Enghien
- Jakov II., grof La Marchea — suprug Ivane II.

## Valois-Anjou
- Marija od Bloisa — supruga Luja I. Anžuvinca
- Jolanda Aragonska — supruga Ludovika II.
- Margareta Savojska
- Izabela, lorenska vojvotkinja
- Ivana de Laval
- Ivana Lorenska